# Сони Ериксон К810
Сони Ериксон K 810 је модел телефона из сони-ериксонове K серије.

## Карактеристике
Екран
- 262,144 боја, TFT LCD екран

Димензије
- 106 x 48 x 17

Тежина
- 115

Меморија
- 64 MB интерна
- (M2) 512

## Варијанте
- K800i(WCDMA)
- K800c(WCDMA)
- K790i
- K790a
- K790i
- K810i(WCDMA)
- K818c